# 司马恒
司马恒（1964年7月—），男，河南社旗县人，中共党员，中国河南省南阳市人民政府秘书长，主要负责主持市政府办公室全面工作。

## 工作履历
1986.07—1992.03  任职南阳防爆电机厂干事；
1992.03—1995.03  任职南阳市经贸委科员；
1995.03—2008.10  任职南阳市人民政府办公室科员、副科长、科长；
2008.10—2012.07  任职南阳市政府机关党委副书记；
2012.07—2014.12  任职南阳市政府办副主任、党组成员；
2014.12—2015.08  任职南阳市政府副秘书长，市政府办党组成员；
2015.08—2019.01  任职南阳市政府副秘书长，市政府办党组成员、市金融办主任；
2019.01—2020.11  任职南阳市政府副秘书长，市政府办党组副书记、办公室主任；
2020.11至今       任职南阳市人民政府党组成员、秘书长， 市政府办党组书记、主任；